# Yannick Gagnon
Yannick Gagnon, né en 1979 à Jonquière, est un homme politique québécois, élu député de Jonquière à l'Assemblée nationale du Québec sous la bannière de la Coalition avenir Québec lors des élections générales du 3 octobre 2022.

## Biographie

### Carrière professionnelle
Né à Jonquière en 1979, Yannick Gagnon devient en 2003 directeur adjoint du Patro de Jonquière, un centre communautaire de loisirs. Quatre ans plus tard, en 2007, il en devient le directeur général, le plus jeune dans l'histoire des Patro du Canada,.

### Études
Combinant travail et études, il va chercher un diplôme de 1er cycle en travail social (intervention jeunesse) à l'Université du Québec à Chicoutimi en 2011. Il termine par la suite à l'École nationale d'administration publique un programme court de 2e cycle en administration publique en 2015, suivi d'un diplôme d'études supérieures spécialisées en administration publique en 2019 et d'une maîtrise en administration publique (profil gestionnaires) en 2022.

### Carrière politique
Le chef de la Coalition avenir Québec et premier ministre du Québec, François Legault annonce le 19 mai 2022 à Jonquière que Yannick Gagnon sera le candidat de son parti dans la circonscription de Jonquière lors des élections à l'automne. Il tentera de succéder à Sylvain Gaudreault, le député péquiste sortant qui siège depuis 15 ans, et qui a annoncé le 1er mars qu'il ne serait pas de la course en octobre. Lors des élections du 3 octobre 2022, Gagnon est élu député avec plus de 59 % des voix, devançant sa plus proche rivale, Caroline Dubé du Parti québécois, par plus de 12 000 votes. Cette dernière obtient 19,3 % des suffrages. Il devient ainsi député de la circonscription à l'Assemblée nationale du Québec.
Le 4 novembre 2022, il est nommé adjoint gouvernemental à la ministre du Sport, du Loisir et du Plein air, Isabelle Charest, au sein du ministère de l'Éducation,.

## Résultats électoraux
|                                                                                               | Nom                           | Parti            | Nombre de voix | %      | Maj.   |
| --------------------------------------------------------------------------------------------- | ----------------------------- | ---------------- | -------------- | ------ | ------ |
|                                                                                               | Yannick Gagnon                | Coalition avenir | 18 196         | 59,4 % | 12 284 |
|                                                                                               | Caroline Dubé                 | Parti québécois  | 5 912          | 19,3 % | -      |
|                                                                                               | Isabelle Champagne            | Conservateur     | 2 926          | 9,6 %  | -      |
|                                                                                               | Karla Cynthia Garcia Martinez | Québec solidaire | 2 778          | 9,1 %  | -      |
|                                                                                               | Wilda Solon                   | Libéral          | 648            | 2,1 %  | -      |
|                                                                                               | Line Bélanger                 | Parti nul        | 177            | 0,6 %  | -      |
| Total                                                                                         | Total                         | Total            | 30 637         | 100 %  |        |
| Le taux de participation lors de l'élection était de 68,5 % et 387 bulletins ont été rejetés. |                               |                  |                |        |        |